# Episodi di Skam Italia (seconda stagione)
La seconda stagione di Skam Italia comprende dieci episodi e vede come protagonista Martino Rametta e i suoi migliori amici Giovanni, Elia e Luca. La trama ha come tema centrale l'omosessualità di Martino, che il protagonista scopre grazie alla cotta per il suo amico Giovanni, ed innamorandosi a poco a poco di Niccolò, un nuovo ragazzo della sua scuola. Non sarà un percorso facile, perché la paura del giudizio degli altri, gli impedirà di aprirsi e lo porterà ad allontanarsi dagli amici, ai quali racconterà molte bugie per nascondere i momenti passati con Niccolò.
| Nº | Titolo originale          | Pubblicazione Italia |
| -- | ------------------------- | -------------------- |
| 1  | Non ti ho mai visto       | 12 ottobre 2018      |
| 2  | Nessun risultato          | 20 ottobre 2018      |
| 3  | Virilità                  | 27 ottobre 2018      |
| 4  | Trattenere il respiro     | 1º novembre 2018     |
| 5  | L'ultimo uomo sulla Terra | 10 novembre 2018     |
| 6  | City-Real                 | 24 novembre 2018     |
| 7  | Il mago dell'amore        | 2 dicembre 2018      |
| 8  | Buon viaggio              | 8 dicembre 2018      |
| 9  | Follie                    | 15 dicembre 2018     |
| 10 | Minuto per minuto         | 22 dicembre 2018     |

## Non ti ho mai visto
L'episodio si apre con tre racconti riguardanti il tema dell'omosessualità e la non accettazione che si può riscontrare in determinati casi da parte della società. È il compleanno di Federica, che decide di organizzare una festa a casa sua. La serata sembra andare nel migliore dei modi, eccetto per Silvia, invidiosa della bellezza di alcune ragazze. Questa sua gelosia la porta ad una situazione di chiusura e di bassa autostima a cui si aggiungono varie critiche e lamentele. Le amiche tentano di rassicurarla facendole numerosi apprezzamenti, invano, di farla divertire. Anche Filippo, fratello di Eleonora, cerca di tirarle su il morale. Infatti, grazie al suo intervento la ragazza riesce a sorridere e a dimenticare per un secondo i suoi sentimenti di invidia e gelosia. Eva, nel frattempo, vede Martino in lontananza. I due non si rivolgono parola da quando il ragazzo ha confessato i suoi sentimenti per lei, smentiti, poi, dal ritrovamento di una pagina nella cronologia di Martino, dedicata agli omosessuali. Tutti i suoi dubbi e questo stato di confusione generale, la portano a fingersi ubriaca davanti al ragazzo, e, successivamente, a baciarlo. Questa strategia dà i suoi frutti: Martino la respinge immediatamente e si allontana, raggiungendo i suoi amici. Mentre Eva rimane in cucina, ormai venuta a conoscenza delle preferenze sessuali di Martino, quest'ultimo si trova seduto nella vasca da bagno, in compagnia di Luchino, Giovanni ed Elia. I quattro fumano, bevono e parlano delle belle ragazze. Entrati in argomento, Martino si rifiuta di pagare il prezzo, a suo parere troppo elevato, dell'erba comprata da Elia e decide di tenersela correndo il rischio di essere scoperto dalla polizia. Improvvisamente la porta del bagno si apre, creando una situazione di silenzio e di imbarazzo generale. La persona in questione, ormai entrata nella stanza e immobile davanti ai ragazzi, si presenta come Emma Covitti, una delle più belle e più popolari della scuola. La sua richiesta è quella di poter avere il bagno libero, ma nessuno dei quattro sembra volerla soddisfare. Tutto cambia quando si scende ad un accordo che sembra andare bene ad entrambe le parti: il bagno libero in cambio di un bacio ad uno dei ragazzi a sua scelta. Emma prende la sua decisione, tra i quattro reputa che il migliore sia Martino e lo bacia. Una volta rimasti soli, la ragazza sembra intenzionata ad avere un rapporto di sesso orale, mentre lui rimane più freddo e distaccato a causa della sua omosessualità. Fortunatamente per Martino, bussano alla porta e i due sono costretti a lasciare il bagno libero. Questa fortuna, però, sembra abbandonarlo nel momento in cui, all'entrata, si presentano Eva e Silvia. Tra sorrisi e sguardi imbarazzati, Eva è sempre più confusa e non si spiega il motivo di questo suo comportamento. Intanto, nel terrazzo, Eleonora sta accendendo una lanterna assieme a Edoardo, che le offre un aiuto. Con questa scusa, si scopre che la ragazza partirà per l'Inghilterra il giorno successivo, per una durata di sei mesi. La festa si ferma improvvisamente, la musica cessa e gli sguardi degli invitati si fanno sempre più preoccupati. È la polizia, venuta a controllare la situazione generale della serata. Martino, Elia, Luchino e Giovanni decidono di andarsene, per evitare di essere scoperti in possesso di sostanze stupefacenti, ma vengono ugualmente fermati da un poliziotto. Appena quest'ultimo si distrae, i ragazzi decidono di scappare e prendono il primo autobus che trovano per strada. Saliti sul bus, Martino confessa di aver nascosto l'erba nel terrazzo di Federica e che, quindi, non c'era alcun bisogno di fuggire. Tutti quanti sembrano divertiti, fino a che Giovanni non si autoinvita a casa di Martino. Questo è in grado di fargli cambiare completamente umore, a causa dei sentimenti che prova per l'amico, che lo portano a distaccarsene temporaneamente. Ecco spiegato perché, la mattina seguente, i due non stanno dormendo nello stesso letto. Una volta sveglio, Martino dovrà fare i conti con tutto ciò che è successo alla festa. Riceve, infatti, una chiamata e successivamente un messaggio di scuse da parte di Eva, accompagnati dalla richiesta di amicizia di Emma. Il giorno successivo, Martino si incontra con i suoi amici presso il cancello della scuola. La sua attenzione viene catturata da un ragazzo, da lui mai visto prima, che sta parlando con un amico. Nel frattempo, Sana e Silvia stanno passando da tutti i gruppi di amici fuori dalla scuola per comunicare il loro nuovo ruolo di direttrici della radio. La notizia arriva anche ai quattro ragazzi, che si inventano una scusa poco credibile per non partecipare alla prima riunione, che si terrà giovedì. Martino, sollecitato da Giovanni, pensa ad un modo per recuperare l'erba nascosta a casa di Federica e l'unica soluzione che gli viene in mente è parlare con la ragazza. Il giorno seguente, infatti, la trova in compagnia di Sana e le raggiunge, inventandosi di aver perso una catenina alla festa di sabato. Chiede, inoltre, di passare a riprendersela nel pomeriggio. Federica è entusiasta all'idea e lo invita a pranzo, data la sua cotta per Martino, ma il ragazzo è costretto a rifiutare dopo essere venuto a conoscenza che la sua erba è in possesso di Sana. Quest'ultima, infatti, gli invia un messaggio senza farsi scoprire dall'amica dove lo informa che per riavere la sua droga sarebbe dovuto venire al primo incontro della radio, assieme a tutti i suoi amici. Come da accordo, Martino si presenta alla riunione ma senza Giovanni, Luca ed Elia, che gli danno buca a pochi minuti dall'inizio. Silvia parte con la spiegazione di tutti i punti che compongono il codice di regolamento, ma il ragazzo, ormai esausto, finge una telefonata e si dirige presso lo studio di registrazione. Preso dalla noia, inizia a parlare al microfono, ma si interrompe solo quando vede che, dall'altra parte della sala, si trova il ragazzo misterioso che aveva catturato la sua attenzione giorni prima. I due iniziano a conversare, senza risparmiarsi di fare critiche all'incontro della radio. Presi dalla curiosità, decidono di spostarsi verso il terrazzo della scuola per fumarsi una canna in compagnia. I due sembrano trovarsi bene insieme e questo spiega la tristezza mista a noia nei loro volti, quando Emma decide di raggiungerli. Il ragazzo misterioso si presenta con il nome di Niccolò Fares, nuovo alunno trasferitosi dal Virgilio e frequentante il quinto, la classe del fratello di Emma.

## Nessun risultato
Sabato: Martino sta passeggiando da solo, quando riceve un messaggio da parte di Emma, che gli dice di essere a Trastevere. Il ragazzo risponde, spiegandole di aver bevuto troppa birra artigianale e di star camminando verso casa per farsi passare la sbornia. Martino prosegue nella sua passeggiata e decide di fermarsi in un luogo a lui sconosciuto, solamente per rinfrescarsi con una lattina di Coca-Cola. Ad un certo punto vede due ragazzi gay, baciarsi in mezzo alla folla e, pensando a Niccolò, prova a cercarlo sui social, senza ottenere alcun risultato. Ad interromperlo è Filippo, che si affianca al ragazzo per fare conversazione. Filippo chiede a Martino se anche lui fosse un abituale frequentatore di quel posto, ed è proprio in quel momento che il ragazzo realizza di trovarsi nella gay-street di Roma. Per giustificare la sua presenza, dice a Filippo che quel posto non è formato solo da omosessuali e gli indica una coppia di etero. Filippo, divertito dalla cosa, smente la sua teoria, affermando che il ragazzo in questione è completamente gay, e lo cerca su Grindr per avere una conferma definitiva. Le sue ricerche, infatti, hanno un esito positivo, ma nel frattempo, Martino vomita per il troppo alcool ingerito. Filippo si offre di riaccompagnarlo a casa, preoccupato per la salute dell'amico, ma Martino rifiuta il suo aiuto e prosegue nella camminata.
Terminato il weekend, Martino torna a scuola e raggiunge Silvia per informarsi sulle prossime riunioni della radio. La ragazza, sorpresa dal suo interesse, gli comunica che prossimamente si terrà una festa anni '80 a casa sua, a cui parteciperanno tutti. Martino intuisce che verrà anche Niccolò e, di conseguenza, accetta l'invito. Intanto, i due, vengono raggiunti da Elia e Luca e successivamente da Emma, che rimprovera Martino di non averle risposto ai messaggi. La ragazza invita tutti all'aperitivo che si terrà venerdì a casa sua. Luca ed Elia sono entusiasti, dato che ci sarà anche l'Argentina, la ragazza più bella della scuola. Martino, invece, non sembra molto interessato all'idea ma si fa convincere dai suoi amici e decide di confermare la sua presenza. Quando Emma se ne va, Elia sgrida Martino, dicendogli che non dovrebbe avere un atteggiamento così menefreghista nei confronti della ragazza, ma l'amico si giustifica, spiegando il comportamento troppo appiccicoso da parte di Emma. Intanto Silvia, che ha ascoltato l'intera conversazione, si lamenta con i ragazzi del fatto che ultimamente a scuola si sta parlando solo dell'Argentina e delle sue amiche, e se ne va indignata. Una volta rimasti soli, Luchino confessa agli amici di provare dei sentimenti per Silvia, ma i ragazzi lo prendono in giro divertiti.
È suonata la campanella della ricreazione e Martino è solo in classe, intento a cercare Niccolò su Grindr. Ad interrompere le sue ricerche è Sana, a cui il ragazzo aveva dato appuntamento pochi minuti prima. Martino chiede a Sana di restituirgli la sua erba, ma la ragazza non è disposta a consegnargliela perché i suoi amici non si sono presentati all'incontro della radio. Martino, allora, le spiega che questo è stato solo un bene, dicendole che Giovanni non sarebbe venuto a causa di Eva, la sua ex ragazza, mentre Elia e Luca avrebbero solo fatto casino, non essendo interessati al progetto. Sana sembra convinta dalla sua spiegazione ma viene interrotta da un messaggio e chiede al ragazzo di aspettare un secondo. Mentre la ragazza sta rispondendo al cellulare, Martino guarda verso la finestra e vede arrivare Niccolò con il suo gruppo di amici. Il ragazzo si incanta a guardarlo mentre fuma una sigaretta, ma nel momento stesso in cui i loro sguardi si incrociano Sana richiama l'attenzione di Martino, facendogli distogliere il contatto visivo. La ragazza gli propone di svolgere insieme il programma radiofonico riguardante le figure femminili nella storia in cambio della restituzione della droga. Martino accetta e Sana lo saluta, ricordandogli di eseguire una ricerca su Ipazia. Una volta rimasto solo, Martino guarda fuori dalla finestra cercando Niccolò, ma il ragazzo se n'è andato.
Sono le nove di sera e Martino è sdraiato sul suo letto, con il computer in mano. Il ragazzo, questa volta, riesce a trovare un video di Niccolò, in cui sta suonando il pianoforte nel corridoio della sua vecchia scuola. Martino sorride alla visione del filmato ma viene interrotto dalla madre che gli propone di passare un po' di tempo assieme. Il ragazzo accetta, ma le chiede di aspettare qualche minuto, in modo da terminare la cosa che stava facendo. La madre, quindi, esce dalla stanza e, una volta rimasto solo, Martino riprende la visione del video.
Arriva il giorno dell'aperitivo a casa di Emma. Giovanni, Elia e Luca sono impazienti e stanno pensando ad un modo per rimorchiare l'Argentina. Martino, intanto, promette agli amici di mandare loro l'indirizzo della festa e prende l'autobus per raggiungere Sana, così da poter recuperare l'erba. Una volta salito, però, riceve un messaggio dalla ragazza che gli dice di essere via. Nel frattempo, Martino incontra Niccolò e gli chiede di prendere in prestito un po' d'erba, spiegandogli l'accaduto. Niccolò ride, divertito dal racconto, e lo invita a casa sua per potergli consegnare la droga. Una volta soli in casa, Niccolò e Martino iniziano a fumare sul divano, ridendo e scherzando su diversi argomenti. Discutono principalmente sul tema della musica e iniziano a giocare con due marionette, prodotte dal nonno di Niccolò. Arriva la sera e i due preparano la cena, un'insolita carbonara fatta con sottilette, miele, tabasco, funghi, panna e salame. Il risultato finale è disgustoso ma i due ragazzi appaiono ugualmente divertiti. Nel frattempo Martino riceve numerosi messaggi dai suoi amici e da Emma, che gli chiedono dove fosse finito, ma il ragazzo decide di ignorarli, inventando una scusa da raccontare a Niccolò riguardo alla festa. Quest'ultimo, quindi, propone a Martino di andare al cinema e il ragazzo accetta. Poco dopo, però, suona il campanello: sono Matteo, Elisa e Maddalena, gli amici di Niccolò. Martino resta deluso alla visione dei ragazzi, perché avrebbe voluto passare una serata in compagnia del ragazzo che gli piace, ma resta ancora più triste nel vedere il bacio tra Niccolò e Maddalena. Capisce così che i due hanno una relazione e apprende di essersi illuso che il ragazzo potesse essere gay.

## Virilità
Sabato: Martino sta leggendo i messaggi di Emma, arrabbiata con lui per averla ignorata completamente la sera prima. Il ragazzo tenta di risponderle, ma viene interrotto da Giovanni ed Elia che gli domandano il motivo per il quale non si fosse presentato alla festa a casa di Emma. Martino si scusa, inventandosi un litigio con la madre. Gli amici, compiaciuti, sembrano crederci e iniziano a raccontargli l'intero svolgimento della serata. Tra risate, penitenze e scherzi, Martino riesce a farsi perdonare.
Martino torna a casa e si mette ai fornelli, proponendo alla madre due piatti a sua scelta per cena. Quest'ultima, però, gli spiega di essere molto stanca a causa di una lunga riunione e di non avere molto appetito. Il ragazzo comprende la situazione ma ne rimane lo stesso deluso. Decide, così, di andare in camera sua per guardare qualcosa al computer. Nel frattempo, si ricorda di non aver più risposto ad Emma, e decide di inviarle un messaggio di scuse. Nel mentre, nota una sua foto e inizia a chiedersi come, nonostante il fascino della ragazza, riesca ad interessarsi solo al sesso maschile. Questo suo pensiero lo porta ad eseguire un test su internet, che avrebbe rilevato le sue preferenze sessuali. Dal test il ragazzo risulta essere etero e questo lo confonde ancora di più.
Martedì: Elia, Luca, Giovanni e Martino stanno giocando a calciobalilla in un bar di Roma. Questi ultimi perdono e sono costretti a scontare una punizione. Ad un certo punto, Martino, vede al bancone Emma, che sta ordinando da mangiare, e decide di raggiungerla per scusarsi nuovamente. Emma lo perdona, sorridendo, e lo invita alla festa della radio, che si terrà venerdì. Il ragazzo accetta e la saluta, perché viene chiamato dagli amici per proseguire la partita.
Il giorno seguente, Luchino, Elia, Giovanni e Martino sono agli allenamenti di pallavolo, a cui è presente anche l'Argentina. I ragazzi stanno guardando la partita molto attentamente, con tanto di tifi e complimenti. L'insegnante di ginnastica se ne accorge e li rimprovera. Successivamente si avvicina a Giovanni e, scherzosamente, inizia a prenderlo in giro. Martino lo interpreta come un gesto provocatorio, data l'omosessualità del professore, e ne discute con Giovanni, che invece sembra non aver notato niente di insolito. I due iniziano una lite ma vengono interrotti da Niccolò, che stava cercando Martino per riconsegnargli le cuffiette, dimenticate a casa sua venerdì sera. Appena Niccolò li saluta, Elia chiede a Martino dove fosse andato veramente quella sera, ma lui continua a sostenere il suo racconto, affermando nuovamente che era con la madre sull'autobus. Gli amici non sembrano convinti, ma decidono di non darci troppo peso.
È la sera della festa. Tutti stanno facendo Karaoke, eccetto Martino, che è seduto sul divano con Emma. La ragazza gli propone più volte di cantare una canzone ma Martino si rifiuta, data la sua incapacità nell'intonare una nota. Alla serata partecipano anche Maddalena e Niccolò. Nel momento stesso in cui il ragazzo si gira verso di loro, Martino bacia appassionatamente Emma. Niccolò, allora, si siede fra i due, provando a convincere Martino a cantare, ma il ragazzo non ne vuole sapere, e va ballare con Emma. In pista da ballo Niccolò e Maddalena iniziano a baciarsi, così come Emma e Martino. I due ragazzi, però, iniziano a guardarsi, senza togliersi gli occhi di dosso. Federica vede Martino ed Emma insieme, e ci rimane molto male. Improvvisamente squilla il telefono di Silvia: sono i suoi genitori che rientreranno a breve. La ragazza si fa prendere dal panico, mentre Eva cerca di prendere in mano la situazione, affidando ad ognuno un compito. In questo modo, tutti gli invitati si mettono a ripulire casa. Intanto Niccolò e Martino escono con i sacchi della spazzatura in mano, e li buttano nei cassonetti più vicini. Una volta finito, i due iniziano una lunga conversazione, ed è solo quando cala il silenzio che Niccolò sfiora il dito di Martino. Quest'ultimo ricambia il gesto tentando di baciarlo, ma i due vengono interrotti da Maddalena ed Emma, che li chiamano per andarsene dalla festa, seguite da una folla di persone che scappano con una bottiglia di alcool in mano.

## Trattenere il respiro
Martino è a casa da solo e ne approfitta per invitare Niccolò, che però non può raggiungerlo a causa di un impegno. Intanto il papà di Martino gli propone di andare a cena con lui e la sua nuova compagna, Paola, ma il ragazzo si rifiuta e rimanda alla volta successiva. Dopo un pomeriggio passato ai videogiochi, Martino decide di scrivere a Filippo, chiedendogli se fosse libero per un aperitivo, ma il ragazzo gli comunica di essere via e di tornare una volta terminato il ponte.
Lunedì: Giovanni ed Elia stanno chiedendo a Martino tutti i dettagli riguardo alla festa a casa di Silvia, ma il ragazzo non racconta molto agli amici e cerca di cambiare argomento. I tre, allora, si mettono a parlare dello scherzo architettato per il compleanno di Luca, che sarà giovedì. Una volta soli, Niccolò invita Martino alla festa di Halloween, proponendogli di andarci assieme e il ragazzo accetta, entusiasta all'idea.
Il giorno successivo, Martino e Sana aprono un dibattito. Infatti, a breve, condurranno un programma radio sulla scrittrice britannica Virginia Woolf, appartenente alla comunità LGBT+. Proprio per questo, il ragazzo informa Sana che, trasmettendo il programma, andrebbe contro uno dei principi della sua religione, che vieta qualsiasi forma di omosessualità. La ragazza gli spiega, attraverso un esempio, che qualsiasi teoria ha le sue incongruenze, ma che ognuno è libero di credere a ciò che ritiene opportuno, senza andare contro nessuno.
È il giorno dell'attesa festa di Halloween. Martino e Niccolò sono al bancone, assieme alle rispettive compagne, che, però, stanno chiacchierando fra di loro senza considerare i due ragazzi. Niccolò e Maddalena iniziano a discutere, a tal punto che la ragazza se ne va in bagno accompagnata da Emma. Martino e Niccolò restano soli e decidono di abbandonare il locale, girovagando in bici per la città. Ad un certo punto si fermano in un posto insolito, dal quale è possibile raggiungere una piscina sportiva. Arrivati a destinazione, i due ragazzi si tuffano in piscina. Martino è un po' preoccupato di essere scoperto, ma Niccolò lo rassicura, dicendogli che il custode, Renato, è sordomuto. Martino inizia a raccontare la sua bravura nel trattenere il respiro sott'acqua e Niccolò decide di sfidarlo ad una gara di apnea. Mentre gareggiano, i due iniziano a baciarsi appassionatamente ma vengono avvistati dal custode, che inizia a correre per raggiungerli. I due ragazzi riescono a scappare e ridono per l'accaduto.

## L'ultimo uomo sulla Terra
La mattina seguente alla festa, Niccolò e Martino sono abbracciati sul letto. I due si baciano e iniziano un breve discorso sul cosa farebbero se rimanessero gli ultimi uomini sulla Terra. Martino andrebbe al Vaticano per fare un po' di casino nelle stanze del papa, mentre Niccolò camminerebbe in giro nudo per la città, piloterebbe un aereo e farebbe di una giraffa il suo cavallo personale. L'espressione sul volto del ragazzo inizia, però, a farsi più seria e Martino gli chiede prontamente il motivo. Niccolò allora lo informa su una delle sue più grandi paure, l'idea di rimanere soli e gli spiega che nonostante abbia molti amici, non gli basta stare in compagnia per non sentirsi solo. Gli dice inoltre che la sensazione che prova quando pensa a questa paura è strana e gli sembra quasi di non riuscire a respirare. Martino lo consola e gli fa presto una battuta a cui entrambi ridono, ma vengono interrotti da una chiamata da parte di Maddalena, a cui però Niccolò decide di non rispondere.
Passa un giorno e Martino si sveglia, ancora in camera di Niccolò. Questa volta, però, al posto del ragazzo trova un biglietto e successivamente un filo rosso, a cui è appeso un cartellino che riporta la scritta "seguimi". Lo spago rosso lo conduce in cucina, dove Martino trova la sua colazione servita sul tavolo, accompagnata da un foglio di carta, attraverso cui Niccolò lo informa di aver dovuto raggiungere i suoi genitori in Umbria. Intanto la madre di Martino lo chiama preoccupata, chiedendogli dove fosse, ma il ragazzo la rassicura, dicendole che sarebbe arrivato per pranzo.
Martino non ha più notizie di Niccolò e lo va a cercare in classe per parlargli, ma non lo trova perché quel giorno è rimasto a casa. Deluso dalla notizia, decide di raggiungere i suoi amici che stanno parlando della festa di Luchino. Martino si ricorda di essersi dimenticato il suo compleanno e si scusa più volte, inventandosi una lite con il padre per giustificarsi. Gli amici, questa volta, non sembrano crederci e iniziano ad ignorarlo. Giovanni, inoltre, lo informa di aver scoperto che in quei giorni non fosse rimasto a casa con la madre e Martino rimane imbarazzato.
Durante l'ora di ginnastica la classe sta facendo flessioni, ma Elia e Giovanni non sembrano prendere l'esercizio molto seriamente, e iniziano a ridere, disturbando gli altri. Il professore si arrabbia e li scambia di posto, mettendo Eva e Giovanni assieme. Nel frattempo, Martino chiede di andare in bagno e trova Niccolò, che gli aveva dato appuntamento poco prima. Quest'ultimo inizia a scherzare, ma Martino rimane serio e chiede perché non gli avesse risposto ai messaggi. Niccolò si giustifica, dicendo di aver avuto bisogno di starsene da solo e lo informa di essersi preso una pausa con Maddalena. I due, quindi, iniziano a baciarsi ma vengono sorpresi da un ragazzo che doveva entrare in bagno.
Dopo la scuola, Martino si dà appuntamento con Filippo in un parco, per scattare alcune foto. Nel frattempo, Martino scrive a Niccolò di essere in un posto stupendo con un amico, e gli chiede di passare per stare un po' assieme. Una volta seduti, Martino informa l'amico della sua relazione con Niccolò, ma presto iniziano una discussione che fa arrabbiare Filippo, a tal punto da lasciare solo il ragazzo. Infatti, Martino, gli dice che non trova il senso di partecipare a numerosi gay-pride e di urlare al mondo le proprie preferenze sessuali. Filippo, allora, gli dice che tutte queste cose, che a lui sembrano inutili, contribuiscono a rendere la mentalità delle persone più aperta riguardo l'omosessualità, perché viviamo in una società in cui certe persone non accettano e, addirittura discriminano tutti gli individui per loro "diversi". Una volta rimasto solo, Martino trova un messaggio di Niccolò, in cui lo informa di necessitare di un po' di tempo e che, secondo lui le cose stanno andando troppo in fretta.
È venerdì sera e i quattro ragazzi stanno cenando a casa di Elia. Giovanni nota l'espressione triste di Martino ma non gli chiede nulla al riguardo. Intanto, ai ragazzi viene proposto di partecipare al diciottesimo di Marco Covitti, fratello maggiore di Emma e accettano volentieri l'invito. Una volta arrivati, però, non risultano essere in lista e vengono rifiutati alla festa. Martino vede in lontananza Niccolò, e chiede al buttafuori di poter entrare per cercare Emma e risolvere il malinteso. Quest'ultima lo vede e lo raggiunge, chiedendogli perché fosse a quella festa. Il ragazzo le dice la verità e si scusa per averla abbandonata la serata di Halloween. La ragazza gli dice di aver scoperto la sua relazione con Niccolò, e che, invece di illuderla, avrebbe dovuto chiarire fin da subito le sue preferenze sessuali. Mentre Emma se ne va, Martino vede Maddalena e Niccolò baciarsi. Decide quindi di andarsene, ma gli amici lo fermano, dicendogli di aver trovato ugualmente il modo per entrare alla festa. Martino, allora, dice loro di proseguire senza di lui ma i ragazzi non ne vogliono sapere, e cercano di convincerlo a partecipare. Ben presto, Elia e Martino hanno una lite che sfocia nella violenza. Martino se ne va infuriato e lascia gli amici da soli. Poi raggiunge la stazione e inizia a piangere e ad urlare, prendendo a calci dei bidoni della spazzatura.

## City-Real
Martino è rimasto a casa per una settimana. Un lunedì ritorna a scuola e per strada dei ragazzi lo guardano ridendo, probabilmente perché hanno saputo della sua storia con Niccolò. Il ragazzo incontra Giovanni sull'autobus, che tenta un approccio con lui e gli dice che lui, Luca ed Elia sono preoccupati visto il suo atteggiamento.
Martino ha una discussione con la madre, che è triste perché passano poco tempo insieme e lui le risponde sempre male.
Martino prende un appuntamento allo sportello di ascolto psicologico della scuola per cercare di farsi prescrivere farmaci per l'insonnia, ma lo psicologo gli dice che dovrebbe aprirsi con i suoi amici.
Martino invita Giovanni a casa sua e gli spiega che il suo malessere nell'ultimo periodo è dovuto all'amore per Niccolò e ai problemi che si sono creati con Emma e Niccolò stesso. Martino trova dei post-it nella sua borsa con un messaggio di Niccolò. Giovanni dice a Martino che Niccolò dovrebbe lasciare Maddalena. I due si abbracciano.

## Il mago dell'amore
Martino si riappacifica con Elia e racconta anche a lui e a Luca della sua storia con Niccolò. Martino, Elia, Luca e Giovanni decidono di andare alla casa sul lago di quest'ultimo nel fine settimana.
Un giorno Martino mentre è sull'autobus per tornare a casa trova nel suo dizionario una boccetta di liquido azzurro legata a un biglietto di Niccolò che gli dice che contiene l'antidoto per il suo carattere. Una donna sull'autobus chiede a Martino se si tratta di una bomba. Martino risponde alla donna che  non lo è. La donna è la stessa che nel quinto episodio della prima stagione era seduta nella sala d'attesa del consultorio e aveva chiesto a Silvia se fosse lì perché doveva prepararsi a fare sesso per la prima volta e le aveva anche detto che in tal caso era palese vista la sua agitazione.
Alla casa sul lago Giovanni e gli altri aiutano Martino a mandare messaggi a Niccolò, che dice a Martino che vorrebbe incontrarlo. Martino dice a Niccolò che si trova a Bracciano e che quindi non può. 
La sera, Martino riceve un messaggio da Niccolò che gli dice di trovarsi a Bracciano. Giovanni dice a Martino di far venire Niccolò nella casa, mentre lui, Luca ed Elia usciranno per un paio di ore. Niccolò arriva alla casa sul lago e lui e Martino si baciano appassionatamente e si spogliano. L'episodio termina con Niccolò che si inginocchia davanti a Martino e gli abbassa la zip dei pantaloni per praticargli sesso orale. Martino guarda il soffitto estasiato.

## Buon viaggio
Martino si sveglia la mattina dopo tra le braccia di Niccolò sul letto della camera della casa sul lago. I due sentono in sottofondo Elia, Luca e Giovanni che parlano in salotto. Martino è imbarazzato perché si sono addormentati e la sera prima hanno lasciato i vestiti nel corridoio. Martino esprime le sue perplessità a Niccolò a proposito della sua presunta volontà di stare con lui, ma Niccolò lo rassicura sul fatto che non tornerà con Maddalena perché, anche se la loro relazione è stata importante, è stufo del modo in cui lei lo tratta. I ragazzi in salotto cantano Buon viaggio di Cesare Cremonini e anche Niccolò inizia a canticchiare. Martino è perplesso a causa dei gusti musicali di Niccolò, ma inizia anche lui a canticchiare la canzone. Martino e Niccolò raggiungono gli altri tre in soggiorno e Niccolò propone di offrire la colazione a tutti per scusarsi per averli fatti dormire in terra. Luca abbraccia Niccolò ringraziandolo.
Qualche giorno dopo Martino e Niccolò decidono di non entrare a scuola e vanno a Milano per vedere il bar di Wes Anderson, dove prendono una casa in cui passare il tempo sino al giorno dopo. I due hanno un rapporto e poi mangiano sushi. Durante la cena Niccolò dice a Martino che vuole sposarlo e che al loro matrimonio faranno una festa in piscina e che si mangerà solo sushi. Gli dice anche che gli farà la proposta di matrimonio a Natale con dei cartelli, e mentre lo dice dà segni di sovreccitazione. Durante la notte Niccolò soffre di insonnia e iperattività, e Martino gli chiede di stare a letto con lui, ma Niccolò si spoglia ed esce a correre per strada. Martino si preoccupa, prende dei vestiti e lo cerca in giro per il quartiere, spaventato e non sapendo cosa fare, perciò chiama Maddalena.

## Follie
Maddalena e i genitori di Niccolò vanno a Milano. Maddalena raggiunge Martino e gli spiega che Niccolò soffre di disturbo borderline di personalità e che il suo comportamento anomalo della notte prima è dovuto a questo. Gli dice che Niccolò non è davvero innamorato di lui e che precedentemente si era già interessato a un ragazzo a causa del suo disturbo. Gli dice che sarebbe meglio se tornasse a Roma senza vedere Niccolò, quindi Martino prende il treno.
Martino ha uno sfogo di rabbia con la madre, che gli dice che suo padre l'ha chiamata per dirgli che Martino aveva una relazione con Niccolò. Martino è infastidito dal fatto che suo padre abbia parlato alla madre delle sue cose personali, ma la madre gli dice che per lei non è un problema se ha una relazione con un ragazzo e piangendo gli dice che è la cosa più importante della sua vita. Martino è sollevato e decide di passare un po' di tempo con la madre.
Martino racconta a Luchino, Elia e Giovanni di cosa è successo con Niccolò e i quattro decidono di andare a chiedere un parere allo psicologo della scuola. Lo psicologo gli spiega che il disturbo borderline può essere gestito con psicofarmaci e che una persona che ne è affetta può condurre una vita normale se lo cura. Luchino dice a Martino che non avrebbe dovuto fidarsi di Maddalena quando gli ha detto che Niccolò non era innamorato di lui, perché visto che è la sua ex probabilmente è solo gelosa. Tutti i presenti nella stanza concordano con Luca.
Martino va a cena a casa del padre e della sua compagna, che ha anche un figlio. Guarda la famiglia dalle finestre, ma decide di non entrare perché riceve un messaggio di Niccolò che gli dice che gli dispiace di non avergli parlato dei suoi problemi, ma che aveva paura di perderlo, però adesso si è accorto che non è possibile perdere una persona perché siamo tutti soli al mondo. Martino si precipita a raggiungere Niccolò che si trova a scuola nel luogo del loro primo incontro, lo bacia, lo abbraccia e lo conforta dicendogli che non è solo.

## Minuto per minuto
Martino si sveglia in camera sua con Niccolò addormentato accanto a lui. Maddalena telefona a Martino e gli dice che la settimana prima aveva sbagliato a dirgli che Niccolò non era innamorato di lui, che era solo preoccupata e stressata e che i sentimenti di Niccolò verso Martino non hanno a che fare con il suo disturbo mentale. Martino chiede a Maddalena cosa fare in caso Niccolò avesse un qualche episodio critico e lei gli suggerisce semplicemente di stargli vicino, assicurarsi che non si faccia male e "pensare che il giorno dopo starà meglio"; Martino farà di questo consiglio il suo approccio ai problemi di Niccolò.
Silvia chiede a Martino di organizzare una festa di Natale con i membri della radio a casa sua perché nessun altro ne ha la possibilità e lui accetta.
Martino si riappacifica con Emma e i due decidono di uscire un giorno "dopo Natale". Martino compra un albero di Natale e lo monta a casa insieme alla madre; il ragazzo la informa che è tornato insieme a Niccolò, e lei ne è felice.
Martino, Giovanni, Elia, Luchino e Niccolò giocano a biliardino in un bar. Dopo che Niccolò va via Luca dice a Martino che Niccolò è molto bello e che se fosse gay gli piacerebbe. Martino dice a Luca che Niccolò ha stilato una classifica dei suoi amici in base alla loro appetibilità sessuale e che lui si trova all'ultimo posto. Martino invita l'argentina alla festa della radio a patto che anche i suoi tre amici vengano.
Alla festa si presentano anche Eleonora, tornata dall'Inghilterra, e Filippo. Filippo trova che Niccolò sia molto bello. Luchino, Giovanni ed Elia tirano a sorte per decidere chi deve tentare di sedurre l'argentina e vince Giovanni. Niccolò invita Martino a conoscere sua madre il giorno dopo. Sana regala a Martino l'erba che gli aveva sottratto, ma Martino vuole impedire a Niccolò di farne uso perché è sconsigliata per le persone affette da disturbo borderline e quindi si avvia verso il bagno per buttarla nel water, ma è occupato da Luchino. Martino si ferma a parlare con Eva e i due discutono della relazione tra il ragazzo e Niccolò. Luca ha problemi di stomaco.
Eleonora riceve un messaggio da Edoardo che la invita a uscire.